# Anopheles vernus
Anopheles vernus este o specie de țânțari din genul Anopheles, descrisă de Gillies și Meillon în anul 1968. Conform Catalogue of Life specia Anopheles vernus nu are subspecii cunoscute.